# Impact centre chrétien
Impact Centre Chrétien, ou ICC, est une église évangélique charismatique multisite, présente dans plusieurs pays du monde. Elle est membre de la Communauté des Églises d'expressions africaines en France (CEAF), qui est membre de la Fédération protestante de France. Son siège est une megachurch basée à Croissy-Beaubourg, en banlieue de Paris, qui aurait plus de 4 000 membres. Son dirigeant est Yvan Castanou.

## Histoire

### Création
L'Église est fondée par les pasteurs Yves Castanou et Yvan Castanou, frères jumeaux, en janvier 2002 à Ivry-sur-Seine, près de Paris en France,,. En mars 2004, ils sont ordonnés pasteurs avec leurs épouses respectives Habi et Modestine, par les pasteurs André Thobois de la Fédération Protestante de France et Emmanuel Toussaint du Concile Mondial Protestant et Evangélique des Églises.
En 2006, l'église compte 600 membres.
Depuis 2007, les églises ICC possèdent leur école biblique, une plateforme fondée par Yvan Castanou. En 2008, Impact Centre Chrétien fonde Impact Sans Frontière (ISF), une association à but non lucratif qui organise à travers le monde des actions d'évangélisation et d'aide humanitaire.
En 2011, l'église compte près de 1 500 fidèles . Impact centre chrétien ouvre de nouvelles églises en France (Lyon, Toulouse, Rouen et Tours), en Suisse, en Belgique, au Québec, au Congo, et aux Antilles françaises,.
En 2012, elle crée en Suisse, à Renens, l’Impact école biblique international (IEBI), une école biblique, qui débute en novembre 2012 avec environ 70 étudiants.
En 2013, l'église comptait 3 500 personnes de par le monde. En 2015, le siège de Boissy-Saint-Léger compterait 2 000 personnes,. En 2022, l'église ICC compte plus de 13 000 membres actifs en France Métropolitaine.

### Implantation
Grâce également au soutien de la Communauté des églises d’expression africaine francophone (CEAF), l'église s'installe à Boissy-Saint-Léger en 2008, ses locaux à Ivry-sur-Seine étant devenus trop petits pour ses 900 fidèles,. Pour obtenir les prêts bancaires nécessaires à l'achat du lieu, l'Église projette la location d'une partie de ses locaux et bénéficie du soutien de la Fondation du protestantisme qui se porte en caution.
En 2016, elle débute la construction d’un palais des congrès à Croissy-Beaubourg, La Cité Royale, comptant un auditorium de 3780 places. L'auditorium est inauguré le 5 juillet 2023.

### Controverses
Entre 2015 et 2020, la Miviludes a reçu 30 signalements à propos de l’église notamment en raison de sa prédication de la théologie de la prospérité qui s’exprime par de fréquents appels à des « offrandes sacrificielles » s’ajoutant aux offrandes et dîmes hebdomadaires. Toutefois, comme l’a expliqué le sociologue Sébastien Fath, ces offrandes spéciales doivent être mises en contexte, notamment dans le cadre de la construction du palais des congrès à Croissy-Beaubourg.
En 2017, une ex-membre a affirmé avoir confié à une pasteure de l’église un viol, dont elle aurait été victime . La pasteure aurait minimisé cette violence. Selon Yvan Castanou, l’église a mis en place une cellule de signalements d’abus en 2021.

## Croyances
L'église a une confession de foi charismatique. Elle est membre de la Communauté des Églises d'expressions africaines en France (CEAF), membre de la Fédération protestante de France .